# Delfi (webportal)
 For alternative betydninger, se Delfi (flertydig). (Se også artikler, som begynder med Delfi)
Delfi (til tider også DELFI) er en større webportal i de baltiske lande Estland, Letland og Litauen, og leverer daglige nyheder med alt fra havearbejde til politik. Den rangerer som den populæreste hjemmeside blandt estiske og litauiske internetbrugere.
Delfi virker i de respektive baltiske lande under domænenavnene delfi.ee, delfi.lv, og delfi.lt. Udover udgaver på estisk, lettisk og litauisk, tilbyder webportalen også en russisk udgave af webportalen i alle tre lande. Fra foråret 2007 tilbydes også en russisksproget udgave i Ukraine under delfi.ua